# Carnoules
Carnoules (okzitanisch Carnolas) ist eine französische Gemeinde mit 4120 Einwohnern (Stand 1. Januar 2022) im Département Var in der Region Provence-Alpes-Côte d’Azur.

## Geographie
Die bergige Hochebene von Thèmes, in der Carnoules liegt, senkt sich Richtung Südosten. In der Talsohle liegen Weinberge und eine fruchtbare Ebene, durch die der Réal-Martin und weiter kleine Bäche fließen. Nördlich und südlich der Gemeinde erheben sich dicht bewaldete Bergrücken.

## Geschichte
Im 11. Jahrhundert erscheint der Ort als Ad Carnoles und Carnelas in den Quellen. Um das königliche Schloss entstand ein einfaches Dorf, das unter der Herrschaft des Kollegiums von Pignans stand. Castrum Regale wurde 1383 zerstört.
Im Jahr 1592 war der Ort Schauplatz einer Schlacht zwischen Heinrich IV. von Frankreich und Karl Emanuel I. von Savoyen.

## Wirtschaft
In Carnoules werden Weinreben, Oliven und Korkeichen angebaut. Die Weiterverarbeitung des Korkes zur Weinkorken erfolgt in heimischer Produktion. Der Wein wird von der ortsansässigen Genossenschaft ausgebaut. Die Qualitätsweine zählen zur AOC Côtes de Provence.